# Discografia de Red Hot Chili Peppers
A discografia do Red Hot Chili Peppers, uma banda de rock formada em Los Angeles, Califórnia, consiste em treze álbuns de estúdio, sete coletâneas, dois álbuns ao vivo, três extended plays, dois box sets, cinquenta e dois singles (incluindo três singles promocionais) e quarenta e cinco videoclipes.
O Red Hot Chili Peppers lançou seus três primeiros álbuns e alcançaram pouco sucesso comercial em meados da década de 1980. Em 1989, com  dois novos membros, o guitarrista John Frusciante e o baterista Chad Smith, lançaram o quarto álbum, Mother's Milk, que alcançou o número 52 na Billboard 200 e teve mais de dois milhões de cópias comercializadas, mais que todos seus álbuns anteriores juntos. Em 1991 a banda assinou com a Warner Bros. e lançou Blood Sugar Sex Magik. O álbum vendeu mais de 15 milhões de cópias vendidas em todo o mundo, sendo 7 milhões somente nos Estados Unidos e tornou-se uma base para o rock alternativo na década de 1990.
O guitarrista John Frusciante saiu da banda logo depois do lançamento do Blood Sugar Sex Magik e Dave Navarro foi contratado para seu lugar. Seu único álbum com o grupo foi  One Hot Minute de 1995, que teve um sucesso razoável, não conseguindo se igualar ao seu antecessor, vendendo menos da metade desse. Frusciante voltou ao Red Hot Chili Peppers em 1998 e a banda lançou o seu sétimo álbum, Californication, em 1999, que se tornou o álbum mais bem sucedido comercialmente da banda, tendo vendido mais de 15 milhões de cópias ao redor do mundo. O álbum foi seguido por By the Way (2002) e Stadium Arcadium (2006). Stadium Arcadium vendeu 442.000 cópias nos Estados Unidos em sua primeira semana  e conseguiu ser o primeiro álbum da banda a ficar em primeiro na Billboard 200. O álbum vendeu mais de sete milhões de cópias mundialmente e gerou três singles que atingiram o primeiro lugar na Alternative Songs.
Em 2009 Frusciante deixou novamente a banda e Josh Klinghoffer o substituiu. O grupo lança seu décimo álbum, I'm With You, em 29 de agosto de 2011 e estreou em 2º lugar na Billboard. Até dezembro de 2011, I'm With You vendeu pouco mais de 479 mil cópias nos Estados Unidos, sendo o sexto álbum de rock mais vendido do ano.
Até o momento, o Red Hot Chili Peppers já venderam mais de 80 milhões de álbuns em todo o mundo. O grupo detêm o recorde de mais hits número um na Alternative Songs (12) e ganharam 6 vezes o Grammy Awards. Em abril de 2012 a banda foi induzida ao Rock and Roll Hall of Fame.

## Álbuns

### Álbuns de estúdio
| Ano  | Detalhes                                                                                       | Posições nos gráficos | Posições nos gráficos | Posições nos gráficos | Posições nos gráficos | Posições nos gráficos | Posições nos gráficos | Posições nos gráficos | Posições nos gráficos | Posições nos gráficos | Posições nos gráficos | Posições nos gráficos | Vendas                                     | Certificações                                                                                          |
| Ano  | Detalhes                                                                                       | EUA                   | R.U                   | CAN                   | FRA                   | SUI                   | HOL                   | NZ                    | AST                   | ALE                   | AUS                   | FIN                   |                                            | Certificações                                                                                          |
| ---- | ---------------------------------------------------------------------------------------------- | --------------------- | --------------------- | --------------------- | --------------------- | --------------------- | --------------------- | --------------------- | --------------------- | --------------------- | --------------------- | --------------------- | ------------------------------------------ | --- |
| 1984 | The Red Hot Chili Peppers - Lançamento: 10 de agosto de 1984 - Gravadora: EMI, Capitol Records | —                     | —                     | —                     | —                     | —                     | —                     | —                     | —                     | —                     | —                     | —                     | - : 800,000                                | - : Prata                                                                                              |
| 1985 | Freaky Styley - Lançamento: 16 de agosto de 1985 - Gravadora: EMI                              | —                     | —                     | —                     | —                     | —                     | —                     | —                     | —                     | —                     | —                     | —                     | - : 500,000                                | - : Prata                                                                                              |
| 1987 | The Uplift Mofo Party Plan - Lançamento: 29 de setembro de 1987 - Gravadora: EMI, Capitol      | 148                   | —                     | —                     | —                     | —                     | —                     | —                     | —                     | —                     | —                     | —                     | - : 3.000.000                              | - : Ouro                                                                                               |
| 1989 | Mother's Milk - Lançamento: 16 de agosto de 1989 - Gravadora: EMI                              | 52                    | —                     | —                     | —                     | —                     | 69                    | 47                    | —                     | —                     | 33                    | —                     | - : 6.000.000                              | - : Platina - : Ouro - : Prata                                                                         |
| 1991 | Blood Sugar Sex Magik - Lançamento: 24 de setembro de 1991 - Gravadora: Warner                 | 3                     | 5                     | 1                     | 71                    | 10                    | 2                     | 1                     | 17                    | 12                    | 1                     | 16                    | - : 17.000.000 - : 7.700.000               | - :: 7× Platina - : 3× Platina - : 6× Platina - : 4× Platina - : Platina                               |
| 1995 | One Hot Minute - Lançamento: 12 de setembro de 1995 - Gravadora: Warner                        | 4                     | 2                     | 6                     | 3                     | 2                     | 5                     | 1                     | 4                     | 3                     | 1                     | 1                     | - : 8.000.000                              | - :: 2× Platina - : Ouro - : Platina - : Ouro                                                          |
| 1999 | Californication - Lançamento: 8 de junho de 1999 - Gravadora: Warner                           | 3                     | 5                     | 2                     | 2                     | 3                     | 2                     | 1                     | 2                     | 2                     | 1                     | 1                     | - : 35.000.000 - : 8.300.000               | - :: 7× Platina - : 4× Platina - : 8× Platina - : 6× Platina - : 4× Platina - : 2× Platina - : 3× Ouro |
| 2002 | By the Way - Lançamento: 9 de julho de 2002 - Gravadora: Warner                                | 2                     | 1                     | 1                     | 2                     | 1                     | 1                     | 1                     | 1                     | 1                     | 1                     | 1                     | - : 21.000.000 - : 5.000.000 - : 1,973,046 | - : 2× Platina - : 6× Platina - : 5× Platina - : 2× Platina - : 3× Platina - : 3× Ouro - : Platina     |
| 2006 | Stadium Arcadium - Lançamento: 5 de maio de 2006 - Gravadora: Warner                           | 1                     | 1                     | 1                     | 1                     | 1                     | 1                     | 1                     | 1                     | 1                     | 1                     | 1                     | - : 16.000.000 - : 4,000,000               | - : 4× Platina - : 2× Platina - : 3× Platina - : 4× Platina - : 2× Platina - : 5× Ouro                 |
| 2011 | I'm With You - Lançamento: 29 de agosto de 2011 - Gravadora: Warner                            | 2                     | 1                     | 2                     | 2                     | 1                     | 1                     | 1                     | 2                     | 1                     | 2                     | 1                     | - : 7.000.000 - : 950.000 - : 178.000      | - : Ouro - : Platina - : Ouro - : Ouro - : Platina - : Ouro                                            |
| 2016 | The Getaway - Lançamento: 17 de junho de 2016 - Gravadora: Warner                              | 2                     | 2                     | 2                     | 3                     | 1                     | 1                     | 1                     | 1                     | 2                     | 1                     | 2                     | - : 1.569.000 - : 500.000                  | - EUA: Ouro - : Platina - : Ouro - : Ouro - : Ouro - : Ouro - : Ouro                                   |
| 2022 | Unlimited Love - Lançamento: 1 de abril de 2022 - Gravadora: Warner                            | 1                     | 1                     | 1                     | 1                     | 1                     | 1                     | 1                     | 1                     | 1                     | 1                     | 1                     |                                            | |
| 2022 | Return of the Dream Canteen - Lançamento: 14 de outubro de 2022 - Gravadora: Warner            |                       |                       |                       |                       |                       |                       |                       |                       |                       |                       |                       |                                            | |

### Box Sets
| Ano  | Detalhes                                                                  | Posições | Posições |
| Ano  | Detalhes                                                                  | NZ       | AUS      |
| ---- | ------------------------------------------------------------------------- | -------- | -------- |
| 1994 | The Plasma Shaft[I] - Lançamento: 27 de junho de 1994 - Gravadora: Warner | 15       | 6        |
| 1994 | Live Rare Remix Box[II] - Lançamento: 1994 - Gravadora: Warner            | —        | —        |

- I^ Plasma Shaft foi uma edição limitada de lançamento do box set Blood Sugar Sex Magik, que incluía um CD adicional contendo B-sides, outtakes, faixas ao vivo e demos.[carece de fontes?]
- II^ Live Rare Remix Box foi um conjunto de caixa com três discos, individualmente rotulados "Live", "Rare", e "Remix". Cada título do CD representa as canções que apresenta.

### Álbuns ao vivo
| Lançado             | Título                  | Posições nos gráficos | Posições nos gráficos | Posições nos gráficos | Posições nos gráficos | Posições nos gráficos | Posições nos gráficos | Posições nos gráficos | Posições nos gráficos | Posições nos gráficos | Posições nos gráficos | Certificações        |
| Lançado             | Título                  | EUA                   | R.U                   | AUS                   | CAN                   | FRA                   | SUI                   | ALE                   | HOL                   | NZ                    | AST                   | Certificações        |
| ------------------- | ----------------------- | --------------------- | --------------------- | --------------------- | --------------------- | --------------------- | --------------------- | --------------------- | --------------------- | --------------------- | --------------------- | -------------------- |
| 26 de julho de 2004 | Live in Hyde Park[III]  | —                     | 1                     | 5                     | —                     | 5                     | 1                     | 4                     | 4                     | 13                    | 1                     | - : Ouro - : Platina |
| 17 de março de 2015 | Cardiff, Wales: 6/23/04 | —                     | —                     | —                     | —                     | —                     | —                     | —                     | —                     | —                     | —                     |                      |

- III^ Live in Hyde Park foi lançado apenas na Europa, Austrália, Japão e Nova Zelândia.[52]

### Coletâneas
| Lançado                | Título                                            | Posições nos gráficos | Posições nos gráficos | Posições nos gráficos | Posições nos gráficos | Posições nos gráficos | Posições nos gráficos | Posições nos gráficos | Posições nos gráficos | Posições nos gráficos | Posições nos gráficos | Certificações                                                                    |
| Lançado                | Título                                            | EUA                   | R.U                   | AUS                   | CAN                   | FRA                   | SUI                   | ALE                   | HOL                   | NZ                    | AST                   | Certificações                                                                    |
| ---------------------- | ------------------------------------------------- | --------------------- | --------------------- | --------------------- | --------------------- | --------------------- | --------------------- | --------------------- | --------------------- | --------------------- | --------------------- | -------------------------------------------------------------------------------- |
| 29 de setembro de 1992 | What Hits!?                                       | 22                    | 23                    | 9                     | 18                    | —                     | 34                    | —                     | 80                    | 5                     | —                     | - : Platina - : Platina - : Platina                                              |
| 1 de novembro de 1994  | Out in L.A.                                       | 82                    | 61                    | —                     | 47                    | 37                    | —                     | —                     | 94                    | —                     | 44                    |                                                                                  |
| 31 de março de 1998    | Under the Covers: Essential Red Hot Chili Peppers | —                     | —                     | —                     | —                     | —                     | —                     | —                     | —                     | —                     | —                     |                                                                                  |
| 2 de junho de 1998     | The Best of Red Hot Chili Peppers                 | —                     | —                     | —                     | —                     | —                     | —                     | —                     | —                     | —                     | —                     |                                                                                  |
| 18 de novembro de 2003 | Greatest Hits                                     | 18                    | 4                     | 2                     | —                     | —                     | 2                     | 4                     | 4                     | 2                     | 2                     | - : 2× Platina - : 6× Platina - : 6× Platina - : 2× Platina - : Platina - : Ouro |
| 12 de setembro de 2006 | iTunes Originals – Red Hot Chili Peppers          | —                     | —                     | —                     | —                     | —                     | —                     | —                     | —                     | —                     | —                     |                                                                                  |
| 2011                   | Road Trippin' Through Time[IV]                    | —                     | —                     | —                     | —                     | —                     | —                     | —                     | —                     | —                     | —                     |                                                                                  |

- IV^ Road Trippin' Through Time é um CD promo com 18 dos maiores sucessos da banda para estações de rádio. Foi enviado para estações de rádio em 21 de abril de 2011 para re-introduzir a banda para ouvintes de rádio, bem como servir de promoção para o décimo álbum do grupo.[54]

### Extended plays
| Ano  | Detalhes do Álbum |
| ---- | --- |
| 1988 | The Abbey Road E.P.[carece de fontes?] - Lançamento: Dezembro de 1988 - Formato(s): Extended play - Gravadora(s): EMI, Capitol |
| 2012 | 2011 Live EP - Lançamento: 29 de março de 2012 - Formato(s): Download gratuito - Gravadora(s): Warner                          |
| 2012 | Rock & Roll Hall of Fame Covers EP - Lançamento: 1 de maio de 2012 - Formato(s): Download - Gravadora(s): Warner               |

### Vinil
| Ano  | Detalhes do Álbum                                                                             |
| ---- | --------------------------------------------------------------------------------------------- |
| 2011 | Havana Affair[V] - Lançamento: 16 de abril de 2011 - Formato(s): Vinil - Gravadora(s): Warner |

- V^ Havana Affair foi limitado a apenas 6.500 cópias em vinil e de cor vermelha e foi lançado em 16 de abril de 2011 para comemorar o Dia das Lojas de Discos. Um lado do disco apresenta a versão original de Havana Affair, realizada pelos The Ramones e sobre o outro lado do registro é a versão cover feita pelos Red Hot Chili Peppers.[55][56]

## Singles
| Ano  | Título                                | Posições nos gráficos | Posições nos gráficos | Posições nos gráficos | Posições nos gráficos | Posições nos gráficos | Posições nos gráficos | Posições nos gráficos | Posições nos gráficos | Posições nos gráficos | Posições nos gráficos | Certificações              | Álbum                       |
| Ano  | Título                                | EUA Hot 100           | EUA Hot Main          | EUA Alt Song          | R.U                   | IRL                   | AUS                   | FRA                   | SUE                   | SUI                   | NZ                    | Certificações              | Álbum                       |
| ---- | ------------------------------------- | --------------------- | --------------------- | --------------------- | --------------------- | --------------------- | --------------------- | --------------------- | --------------------- | --------------------- | --------------------- | -------------------------- | --------------------------- |
| 1984 | "True Men Don't Kill Coyotes"         | —                     | —                     | 57                    | —                     | —                     | —                     | —                     | —                     | 78                    | —                     |                            | The Red Hot Chili Peppers   |
| 1984 | "Get Up and Jump"                     | —                     | —                     | —                     | —                     | —                     | —                     | —                     | —                     | —                     | —                     |                            | The Red Hot Chili Peppers   |
| 1984 | "Baby Appeal"                         | —                     | —                     | —                     | —                     | —                     | —                     | —                     | —                     | —                     | —                     |                            | The Red Hot Chili Peppers   |
| 1985 | "Jungle Man"                          | 70                    | —                     | —                     | —                     | —                     | —                     | —                     | —                     | —                     | —                     |                            | Freaky Styley               |
| 1985 | "American Ghost Dance"                | —                     | —                     | —                     | —                     | —                     | —                     | —                     | —                     | —                     | —                     |                            | Freaky Styley               |
| 1985 | "Hollywood (Africa)"                  | —                     | —                     | —                     | —                     | —                     | —                     | —                     | —                     | —                     | —                     |                            | Freaky Styley               |
| 1986 | "Catholic School Girls Rule"          | —                     | —                     | —                     | —                     | —                     | —                     | —                     | —                     | —                     | —                     |                            | Freaky Styley               |
| 1987 | "Fight Like a Brave"                  | 12                    | —                     | 32                    | —                     | —                     | —                     | 76                    | —                     | —                     | 29                    |                            | The Uplift Mofo Party Plan  |
| 1987 | "Me and My Friends"                   | —                     | —                     | —                     | —                     | 45                    | —                     | —                     | —                     | —                     | —                     |                            | The Uplift Mofo Party Plan  |
| 1989 | "Knock Me Down"                       | —                     | —                     | 6                     | —                     | —                     | —                     | —                     | —                     | —                     | —                     |                            | Mother's Milk               |
| 1989 | "Higher Ground"                       | —                     | 26                    | 11                    | 54                    | —                     | 45                    | 45                    | —                     | —                     | 15                    |                            | Mother's Milk               |
| 1989 | "Taste the Pain"                      | —                     | —                     | —                     | 29                    | —                     | —                     | —                     | —                     | —                     | —                     |                            | Mother's Milk               |
| 1990 | "Show Me Your Soul"                   | —                     | —                     | 10                    | —                     | —                     | —                     | —                     | —                     | —                     | —                     |                            | Não é single do álbum[VI]   |
| 1991 | "Give It Away"                        | 73                    | —                     | 1                     | 9                     | 19                    | 41                    | 49                    | —                     | —                     | 22                    | - EUA: 2× Platina          | Blood Sugar Sex Magik       |
| 1992 | "Under the Bridge"                    | 2                     | 2                     | 6                     | 13                    | 20                    | 1                     | —                     | —                     | —                     | 2                     | - : 6× Platina             | Blood Sugar Sex Magik       |
| 1992 | "Suck My Kiss"[VII]                   | —                     | —                     | 15                    | —                     | —                     | 8                     | —                     | —                     | —                     | 3                     | - EUA: Ouro                | Blood Sugar Sex Magik       |
| 1992 | "Breaking the Girl"                   | —                     | 15                    | 19                    | 41                    | 19                    | 30                    | —                     | —                     | —                     | 12                    | - EUA: Ouro                | Blood Sugar Sex Magik       |
| 1992 | "Behind the Sun"                      | —                     | —                     | 7                     | —                     | —                     | 37                    | —                     | —                     | —                     | 7                     |                            | What Hits!?                 |
| 1993 | "If You Have to Ask"                  | —                     | —                     | —                     | —                     | —                     | —                     | —                     | —                     | —                     | —                     |                            | Blood Sugar Sex Magik       |
| 1993 | "Soul to Squeeze"                     | 22                    | 7                     | 1                     | —                     | 28                    | 9                     | —                     | 13                    | 32                    | 6                     |                            | Não é single do álbum[VIII] |
| 1995 | "Warped"                              | 42                    | 13                    | 7                     | 31                    | —                     | 12                    | —                     | 24                    | 33                    | 4                     |                            | One Hot Minute              |
| 1995 | "My Friends"                          | 27                    | 1                     | 1                     | 29                    | —                     | 15                    | 40                    | 50                    | —                     | 20                    |                            | One Hot Minute              |
| 1996 | "Aeroplane"                           | 58                    | 12                    | 8                     | 11                    | —                     | 35                    | —                     | —                     | —                     | 26                    |                            | One Hot Minute              |
| 1996 | "Shallow Be Thy Game"[IX]             | —                     | —                     | —                     | —                     | —                     | 88                    | —                     | —                     | —                     | —                     |                            | One Hot Minute              |
| 1996 | "Coffee Shop"[IX]                     | —                     | —                     | —                     | —                     | —                     | —                     | —                     | —                     | —                     | —                     |                            | One Hot Minute              |
| 1996 | "Love Rollercoaster"                  | —                     | —                     | 14                    | 7                     | —                     | 19                    | —                     | —                     | —                     | 35                    |                            | Não é single do álbum       |
| 1999 | "Scar Tissue"                         | 9                     | 1                     | 1                     | 15                    | 16                    | 15                    | 29                    | 6                     | 15                    | 3                     | - : 4× Platina - : Ouro    | Californication             |
| 1999 | "Around the World"                    | —                     | 16                    | 7                     | 35                    | 32                    | 49                    | —                     | —                     | —                     | 35                    |                            | Californication             |
| 2000 | "Otherside"                           | 14                    | 2                     | 1                     | 33                    | 19                    | 31                    | —                     | 19                    | 65                    | 5                     | - EUA: 3× Platina          | Californication             |
| 2000 | "Californication"                     | 69                    | 1                     | 1                     | 16                    | 24                    | 44                    | —                     | 37                    | —                     | 8                     | - : 5× Platina             | Californication             |
| 2000 | "Road Trippin'"[X]                    | —                     | —                     | —                     | 30                    | 27                    | 56                    | —                     | —                     | 91                    | 44                    |                            | Californication             |
| 2002 | "By the Way"                          | 34                    | 1                     | 1                     | 2                     | 7                     | 6                     | 29                    | 7                     | 8                     | 13                    | - EUA: 2× Platina - : Ouro | By the Way                  |
| 2002 | "The Zephyr Song"                     | 49                    | 14                    | 6                     | 11                    | 22                    | 21                    | 90                    | —                     | 100                   | 9                     | - EUA: Ouro                | By the Way                  |
| 2003 | "Can't Stop"                          | 57                    | 15                    | 1                     | 40                    | 30                    | 38                    | 68                    | 70                    | 39                    | 40                    | - EUA: 4× Platina          | By the Way                  |
| 2003 | "Universally Speaking"[X]             | —                     | —                     | —                     | 27                    | —                     | 80                    | —                     | —                     | —                     | —                     |                            | By the Way                  |
| 2003 | "Fortune Faded"                       | —                     | 22                    | 8                     | 11                    | 20                    | 16                    | —                     | 44                    | 59                    | 37                    |                            | Greatest Hits               |
| 2006 | "Dani California"                     | 6                     | 1                     | 1                     | 2                     | 7                     | 8                     | 57                    | 2                     | 4                     | 7                     | - : 5× Platina - : Platina | Stadium Arcadium            |
| 2006 | "Tell Me Baby"                        | 50                    | 8                     | 1                     | 16                    | 12                    | 20                    | —                     | 57                    | 43                    | 16                    | - : Platina                | Stadium Arcadium            |
| 2006 | "Snow (Hey Oh)"                       | 22                    | 3                     | 1                     | 16                    | 13                    | 35                    | —                     | 19                    | 9                     | 10                    | - : 4× Platina             | Stadium Arcadium            |
| 2007 | "Desecration Smile"[X]                | —                     | —                     | —                     | 27                    | —                     | —                     | —                     | —                     | —                     | 33                    |                            | Stadium Arcadium            |
| 2007 | "Hump de Bump"                        | —                     | 27                    | 8                     | 41                    | —                     | 17                    | —                     | —                     | 43                    | —                     |                            | Stadium Arcadium            |
| 2011 | "The Adventures of Rain Dance Maggie" | 38                    | 2                     | 1                     | 44                    | —                     | 41                    | —                     | —                     | 26                    | 30                    | - EUA: Platina             | I'm With You                |
| 2011 | "Monarchy of Roses"                   | —                     | 16                    | 4                     | —                     | —                     | —                     | —                     | —                     | —                     | —                     |                            | I'm With You                |
| 2012 | "Look Around"                         | —                     | 12                    | 8                     | —                     | —                     | —                     | —                     | —                     | —                     | —                     |                            | I'm With You                |
| 2012 | "Brendan's Death Song"                | —                     | —                     | —                     | —                     | —                     | —                     | —                     | —                     | —                     | —                     |                            | I'm With You                |
| 2016 | "Dark Necessities"                    | 67                    | 1                     | 1                     | 52                    | —                     | —                     | —                     | —                     | 39                    | —                     | - EUA: Platina             | The Getaway                 |
| 2016 | "Go Robot"                            | —                     | 20                    | 12                    | —                     | —                     | —                     | —                     | —                     | —                     | —                     |                            | The Getaway                 |
| 2016 | "Sick Love"                           | —                     | —                     | —                     | —                     | —                     | —                     | —                     | —                     | —                     | —                     |                            | The Getaway                 |
| 2017 | "Goodbye Angels"                      | —                     | —                     | 25                    | —                     | —                     | —                     | —                     | —                     | —                     | —                     |                            | The Getaway                 |
| 2022 | "Black Summer"                        | 78                    | 11                    | 4                     | —                     | —                     | 82                    | —                     | —                     | 40                    | —                     |                            | Unlimited Love              |
| 2022 | "These Are the Ways"                  | —                     | —                     | —                     | —                     | —                     | —                     | —                     | —                     | —                     | —                     |                            | Unlimited Love              |

- VI^ Originalmente um B-side, a canção foi lançada como um single após figurar na  trilha sonora do filme Pretty Woman.
- VII'^ "Suck My Kiss", foi vendido durante a turnê australiana de Blood Sugar Sex Magik.
- VIII'^ Originalmente um B-side, a canção foi lançada como single após aparecer na trilha sonora de Coneheads.
- IX'^ Este single foi lançado apenas na Austrália.
- X'^ Este single foi lançado internacionalmente, menos nos Estados Unidos.

### Singlespromocionais
| Ano  | Título                  | Posições | Posições | Álbum           |
| Ano  | Título                  | EUA Main | EUA Alt  | Álbum           |
| ---- | ----------------------- | -------- | -------- | --------------- |
| 1999 | "Parallel Universe"[XI] | 29       | 37       | Californication |
| 2003 | "Dosed"[XI]             | —        | 13       | By the Way      |
| 2012 | "Did I Let You Know"[X] | -        | -        | I'm With You    |
| 2022 | "Poster Child"[X]       | -        | -        | Unlimited Love  |

- XI'^ "Parallel Universe" e "Dosed" foram lançadas apenas nos Estados Unidos e no Canadá.
- X'^ "Did I Let You Know" foi lançado apenas no Brasil.

## Lados B
| Ano  | Lado-A               | Lado-B                           |
| ---- | -------------------- | -------------------------------- |
| 1985 | "Hollywood (Africa)" | "Nevermind"                      |
| 1987 | "Fight Like a Brave" | "Fire"                           |
| 1989 | "Knock Me Down"      | "Millionaires Against Hunger"    |
| 1989 | "Knock Me Down"      | "Show Me Your Soul"              |
| 1989 | "Taste the Pain"     | "Castles Made of Sand" (ao vivo) |
| 1991 | "Give It Away"       | "Soul to Squeeze"                |
| 1991 | "Give It Away"       | "Search and Destroy" (ao vivo)   |
| 1991 | "Under the Bridge"   | "Sikamikanico"                   |
| 1991 | "Under the Bridge"   | "Search and Destroy"             |
| 1992 | "Suck My Kiss"       | "Fela's Cock"                    |
| 1992 | "Breaking the Girl"  | "Suck My Kiss" (ao vivo)         |
| 1992 | "Breaking the Girl"  | "I Could Have Lied" (ao vivo)    |
| 1992 | "Soul to Squeeze"    | "Nobody Weird Like Me" (ao vivo) |
| 1995 | "Warped"             | "Melancholy Mechanics"           |
| 1995 | "My Friends"         | "Let's Make Evil"                |
| 1995 | "My Friends"         | "Stretch"                        |
| 1996 | "Aeroplane"          | "Transcending" (ao vivo)         |
| 1996 | "Aeroplane"          | "Suck My Kiss" (ao vivo)         |
| 1996 | "Aeroplane"          | "Me and My Friends" (ao vivo)    |
| 1996 | "Coffee Shop"        | "Coffee Shop" (ao vivo)          |
| 1996 | "Coffee Shop"        | "Give It Away" (ao vivo)         |
| 1999 | "Scar Tissue"        | "Gong Li"                        |
| 1999 | "Scar Tissue"        | "Instrumental #1"                |
| 1999 | "Around the World"   | "Parallel Universe" (demo)       |
| 1999 | "Around the World"   | "Teatro Jam"                     |
| 1999 | "Around the World"   | "Me and My Friends"              |
| 1999 | "Around the World"   | "Yertle Trilogy"                 |
| 1999 | "Otherside"          | "How Strong"                     |
| 1999 | "Otherside"          | "Road Trippin'"                  |
| 1999 | "Otherside"          | "My Lovely Man"                  |
| 2000 | "Californication"    | "I Could Have Lied" (ao vivo)    |
| 2000 | "Californication"    | "End of Show Brisbane"           |
| 2000 | "Road Trippin'"      | "Californication"                |
| 2000 | "Road Trippin'"      | "Under the Bridge"               |
| 2000 | "Road Trippin'"      | "Blood Sugar Sex Magik"          |
| 2000 | "Road Trippin'"      | "If You Have to Ask"             |

| Ano  | Lado-A                 | Lado-B                              |
| ---- | ---------------------- | ----------------------------------- |
| 2002 | "By the Way"           | "Time"                              |
| 2002 | "By the Way"           | "Teenager in Love"                  |
| 2002 | "By the Way"           | "Search and Destroy" (ao vivo)      |
| 2002 | "The Zephyr Song"      | "Body of Water"                     |
| 2002 | "The Zephyr Song"      | "Someone"                           |
| 2002 | "The Zephyr Song"      | "Rivers of Avalon"                  |
| 2002 | "The Zephyr Song"      | "Out of Range"                      |
| 2003 | "Can't Stop"           | "If You Have to Ask" (ao vivo)      |
| 2003 | "Can't Stop"           | "Christchurch Fireworks Music"      |
| 2003 | "Can't Stop"           | "Right on Time" (ao vivo)           |
| 2003 | "Can't Stop"           | "Nothing to Lose" (ao vivo)         |
| 2003 | "Universally Speaking" | "Slowly Deeply"                     |
| 2003 | "Universally Speaking" | "Don't Forget Me" (ao vivo)         |
| 2003 | "Universally Speaking" | "By the Way" (acústico ao vivo)     |
| 2003 | "Fortune Faded"        | "Eskimo"                            |
| 2003 | "Fortune Faded"        | "Bunker Hill"                       |
| 2003 | "Fortune Faded"        | "Tuesday Night In Berlin" (ao vivo) |
| 2003 | "Fortune Faded"        | "Californication" (remix)           |
| 2006 | "Dani California"      | "Million Miles of Water"            |
| 2006 | "Dani California"      | "Lately"                            |
| 2006 | "Dani California"      | "Whatever We Want"                  |
| 2006 | "Tell Me Baby"         | "Mercy Mercy"                       |
| 2006 | "Tell Me Baby"         | "A Certain Someone"                 |
| 2006 | "Tell Me Baby"         | "Lyon 06.06.06" (ao vivo)           |
| 2006 | "Snow (Hey Oh)"        | "Permutuation" (ao vivo)            |
| 2006 | "Snow (Hey Oh)"        | "Funny Face"                        |
| 2006 | "Snow (Hey Oh)"        | "I'll Be Your Domino"               |
| 2007 | "Desecration Smile"    | "Joe"                               |
| 2007 | "Desecration Smile"    | "Save This Lady"                    |
| 2007 | "Desecration Smile"    | "Funky Monks" (ao vivo)             |
| 2007 | "Hump de Bump"         | "An Opening"                        |

## Videografia

### Videoclipes
| Ano  | Título                        | Diretor                 |
| ---- | ----------------------------- | ----------------------- |
| 1984 | "True Men Don't Kill Coyotes" | Graeme Whifler          |
| 1986 | "Jungle Man"                  | Lindy Goetz             |
| 1986 | "Catholic School Girls Rule"  | Dick Rude               |
| 1987 | "Fight Like a Brave"          | Dick Rude               |
| 1989 | "Higher Ground"               | Drew Carolan            |
| 1989 | "Knock Me Down"               | Drew Carolan            |
| 1990 | "Taste the Pain"              | Tom Stern e Alex Winter |
| 1990 | "Show Me Your Soul"           | Sem diretor             |
| 1991 | "Give It Away"                | Stéphane Sednaoui       |
| 1992 | "Under the Bridge"            | Gus Van Sant            |
| 1992 | "Suck My Kiss"                | Cenas compiladas        |
| 1992 | "Breaking the Girl"           | Stéphane Sednaoui       |
| 1992 | "If You Have to Ask"          | Cenas compiladas        |
| 1992 | "Behind the Sun"              | Charlie Paul            |
| 1993 | "Soul to Squeeze"             | Kevin Kerslake          |
| 1995 | "Warped"                      | Gavin Bowden            |
| 1995 | "My Friends"                  | Anton Corbijn           |
| 1996 | "Aeroplane"                   | Gavin Bowden            |
| 1996 | "Coffee Shop"                 | Gavin Bowden            |
| 1996 | "Love Rollercoaster"          | Kevin Lofton            |
| 1999 | "Scar Tissue"                 | Stéphane Sednaoui       |
| 1999 | "Around the World"            | Stéphane Sednaoui       |

| Ano  | Título                                | Diretor                         |
| ---- | ------------------------------------- | ------------------------------- |
| 2000 | "Otherside"                           | Jonathan Dayton e Valerie Faris |
| 2000 | "Californication"                     | Jonathan Dayton e Valerie Faris |
| 2000 | "Road Trippin"                        | Jonathan Dayton e Valerie Faris |
| 2002 | "By the Way"                          | Jonathan Dayton e Valerie Faris |
| 2002 | "The Zephyr Song"                     | Jonathan Dayton e Valerie Faris |
| 2003 | "Can't Stop"                          | Mark Romanek                    |
| 2003 | "Universally Speaking"                | Dick Rude                       |
| 2003 | "Fortune Faded"                       | Laurent Briet                   |
| 2006 | "Dani California"                     | Tony Kaye                       |
| 2006 | "Tell Me Baby"                        | Jonathan Dayton e Valerie Faris |
| 2006 | "Snow (Hey Oh)"                       | Nick Wickham                    |
| 2007 | "Desecration Smile"                   | Gus Van Sant                    |
| 2007 | "Desecration Smile" (Versão 2)        | Gus Van Sant                    |
| 2007 | "Hump de Bump"                        | Chris Rock                      |
| 2007 | "Charlie"[XII]                        | Omri Cohen                      |
| 2011 | "The Adventures of Rain Dance Maggie" | Marc Klasfeld                   |
| 2011 | "Monarchy of Roses"                   | Marc Klasfeld                   |
| 2012 | "Look Around"                         | Robert Hales                    |
| 2012 | "Brendan's Death Song"                | Marc Klasfeld                   |
| 2016 | "Dark Necessities"                    | Olivia Wilde                    |
| 2016 | "Go Robot"                            | Tota Lee                        |
| 2016 | "Sick Love"                           | Beth Jeans Houghton             |
| 2017 | "Goodbye Angels"                      | Thoranna Sigurdardottir         |
| 2022 | "Black Summer"                        | Deborah Chow                    |
| 2022 | "Poster Child"                        | Julien & Thami.                 |
| 2022 | "These Are the Ways"                  | Malia James                     |
| 2022 | "Tippa My Tongue"                     | Malia James                     |
| 2022 | "The Drummer"                         | Phillip R Lopez                 |

- XII'^  A banda realizou um concurso em março de 2007 no YouTube em que fãs poderiam criar um vídeo para a canção "Charlie", na qual 2.600 vídeos foram enviados e apresentados em junho de 2007. A banda anunciou que Omri Cohen foi o vencedor, que teve seu vídeo colocado na página do YouTube e ganhou cinco mil dólares, além de conhecer a banda.[73]

### Álbuns de vídeo
| Ano  | Título                                                                                                | Certificações |
| ---- | --- | ------------- |
| 1988 | Red Hot Skate Rock - Lançado: 20 de setembro de 1987 - Gravadora: Vision Street Wear - Formato: VHS   |               |
| 1990 | Positive Mental Octopus - Lançado: 20 de setembro de 1990 - Gravadora: Capitol Records - Formato: VHS |               |
| 1990 | Psychedelic Sexfunk Live from Heaven - Lançado: 1990 - Gravadora: Capitol Records - Formato: VHS      | : Ouro        |
| 1991 | Funky Monks - Lançado: 27 de outubro de 1990 - Gravadora: Warner Bros. - Formato: VHS. DVD            | : Ouro        |

| Ano  | Título                                                                                          | Certificações           |
| ---- | ----------------------------------------------------------------------------------------------- | ----------------------- |
| 1991 | What Hits!? - Lançado: 29 de Setembro de 1992 - Gravadora: EMI - Formato: DVD                   |                         |
| 2001 | Off the Map - Lançado: 4 de dezembro de 2001 - Gravadora: Warner Music - Formato: DVD           | : Ouro : Ouro           |
| 2003 | Greatest Hits and Videos - Lançado: 2003 - Gravadora: Warner Music - Formato: DVD               |                         |
| 2003 | Live at Slane Castle - Lançado: 17 de novembro de 2003 - Gravadora: Warner Music - Formato: DVD | : Ouro : Platina : Ouro |

## Canções em trilhas sonoras

### Filmes
| Canção                        | Ano  | Filme                                  | Comentários                                                 | Ref.   |
| ----------------------------- | ---- | -------------------------------------- | ----------------------------------------------------------- | ------ |
| "Get Up and Jump"             | 1984 | Gimme an 'F'                           | Original do The Red Hot Chili Peppers                       | [ 74 ] |
| "Blackeyed Blonde"            | 1986 | Thrashin'                              | Original do Freaky Styley                                   | [ 75 ] |
| "Set It Straight"             | 1986 | Os Últimos Durões                      | Música inédita                                              | [ 76 ] |
| "Fight Like a Brave"          | 1986 | Abaixo de Zero                         | Originalmente lançada no The Uplift Mofo Party Plan.        | [ 77 ] |
| "Subterranean Homesick Blues" | 1986 | trilha sonora para Shakedown           | Originalmente lançada no The Uplift Mofo Party Plan.        | [ 78 ] |
| "Higher Ground"               | 1989 | Running Out of Time                    | Originalmente lançada em Mother's Milk                      | [ 79 ] |
| "Taste the Pain"              | 1989 | Digam o Que Quiserem                   | Originalmente lançada em Mother's Milk                      | [ 80 ] |
| "Show Me Your Soul"           | 1990 | Uma Linda Mulher                       | Originalmente lado B de "Knock Me Down" e "Taste the Pain"  | [ 81 ] |
| "Sikamikanico"                | 1992 | Quanto Mais Idiota Melhor              | Originalmente lado B de "Under the Bridge"                  | [ 82 ] |
| "Soul to Squeeze"             | 1993 | Cônicos & Cômicos                      | Originalmente lado B de "Give It Away" e "Under the Bridge" | [ 83 ] |
| "Higher Ground"               | 1995 | Power Rangers - O Filme                | Originalmente lançada em Mother's Milk.                     | [ 84 ] |
| "Give It Away"                | 1998 | Free Tibet                             | Originalmente lançada em Blood Sugar Sex Magik.             | [ 85 ] |
| "Love Rollercoaster"          | 1998 | Lenda Urbana                           | Cover do The Ohio Players.                                  | [ 85 ] |
| "How Strong"                  | 1999 | M.O.M.: Music For Our Mother Ocean 3   | B-side de "Otherside"                                       | [ 86 ] |
| "Higher Ground"               | 2000 | Sob a Luz da Fama                      | -                                                           | [ 87 ] |
| "Higher Ground"               | 2004 | Com as Próprias Mãos                   | -                                                           | [ 88 ] |
| "Venice Queen"                | 2004 | Chris Rock: Never Scared               | Originalmente lançada no By the Way.                        | [ 89 ] |
| "Otherside"                   | 2004 | Bluebird '                             | Originalmente lançada no Californication.                   | [ 90 ] |
| "Californication"             | 2005 | Enron: The Smartest Guys in the Room   | Originalmente lançada no Californication.                   | [ 91 ] |
| "Higher Ground"               | 2005 | Golpe Baixo                            | -                                                           | [ 92 ] |
| "Sir Psycho Sexy"             | 2005 | Filthy Gorgeous: The Trannyshack Story | Originalmente lançada em Blood Sugar Sex Magik.             | [ 93 ] |
| "Californication" (ao vivo)   | 2006 | Coachella                              | Originalmente lançada no Californication.                   | [ 94 ] |
| "Dani California"             | 2006 | Desu nôto                              | Originalmente lançada no Stadium Arcadium.                  | [ 95 ] |
| "Snow (Hey Oh)"               | 2008 | WrestleMania XXIV                      | Originalmente lançada no Stadium Arcadium.                  | [ 96 ] |
| "Universally Speaking"        | 2009 | The Outsiders                          | Originalmente lançada no By the Way.                        | [ 97 ] |
| "Higher Ground"               | 2010 | Karate Kid (2010)                      | -                                                           | [ 98 ] |
| "Higher Ground"               | 2010 | O Vencedor                             | -                                                           | [ 99 ] |

#### Jogos
| Ano       | Jogo                             | Canção                                |
| --------- | -------------------------------- | ------------------------------------- |
| 2001      | Tony Hawk's Pro Skater 3         | "Fight Like a Brave"                  |
| 2004      | Tony Hawk's Underground 2        | "The Power of Equality"               |
| 2005      | Guitar Hero                      | Higher Ground                         |
| 2007      | Rock Band                        | Dani California                       |
| 2007      | Guitar Hero III: Legends of Rock | Suck My Kiss                          |
| 2008      | Rock Band 2                      | "Give It Away"                        |
| 2007-2010 | Série Rock Band                  | "Snow (Hey Oh)"                       |
| 2007-2010 | Série Rock Band                  | "Tell Me Baby"                        |
| 2007-2010 | Série Rock Band                  | "Sir Psycho Sexy"                     |
| 2007-2010 | Série Rock Band                  | Todo Blood Sugar Sex Magik"           |
| 2007-2010 | Série Rock Band                  | "The Adventures of Rain Dance Maggie" |
| 2007-2010 | Série Rock Band                  | "Scar Tissue"                         |
| 2007-2010 | Série Rock Band                  | "Parallel Universe"                   |
| 2007-2010 | Série Rock Band                  | "Otherside"                           |
| 2007-2010 | Série Rock Band                  | "Monarchy of Roses"                   |
| 2007-2010 | Série Rock Band                  | "Look Around"                         |
| 2007-2010 | Série Rock Band                  | "By the Way"                          |
| 2007-2010 | Série Rock Band                  | "Californication"                     |

#### Séries
| Ano  | Seriado                  | Música                | Episódio                  | Ref.    |
| ---- | ------------------------ | --------------------- | ------------------------- | ------- |
| 1991 | Um Maluco no Pedaço      | "Higher Ground"       | Nice Lady                 | [ 106 ] |
| 1993 | The Simpsons             | "Give It Away"        | Krusty Gets Kancelled     | [ 106 ] |
| 1993 | Beavis and Butt-Head     | "Breaking the Girl"   | Sporting Goods            | [ 106 ] |
| 1993 | Beavis and Butt-Head     | "Suck My Kiss"        | "Sperm Bank"              | [ 106 ] |
| 1993 | Beavis and Butt-Head     | "Higher Ground"       | "Balloon"                 | [ 106 ] |
| 1993 | Beavis and Butt-Head     | "Show Me Your Soul"   | "Sign Here"               | [ 106 ] |
| 2003 | Smallville               | "Don't Forget Me"     | Precipice                 | [ 106 ] |
| 2005 | Todo Mundo Odeia o Chris | "Suck My Kiss"        | Todo Mundo Odeia o Piloto | [ 106 ] |
| 2005 | "CSI:NY"                 | "Give it Away"        | Recycling                 | [ 106 ] |
| 2006 | "My Name Is Earl"        | "Give it Away"        | Barn Burner               | [ 106 ] |
| 2006 | CSI:NY                   | "Higher Ground"       | People with Money         | [ 106 ] |
| 2007 | "Numb3rs"                | "Hard to Concentrate" | Burn Rate                 | [ 106 ] |
| 2008 | "Cold Case"              | "Snow (Hey Oh)"       | Sabotage                  | [ 106 ] |
| 2009 | "Scrubs"                 | "Snow (Hey Oh)"       | "My Finale: Part 1"       | [ 106 ] |
| 2010 | "Live from Studio Five"  | "Under the Bridge"    | #1.114                    | [ 106 ] |
| 2010 | Law & Order: LA          | Higher Ground         | Harbor City               | [ 106 ] |
| 2010 | Law & Order: LA          | "Venice Queen"        | Echo Park                 | [ 106 ] |